# Handball-Oberliga Hamburg/Schleswig-Holstein 2014/15
Die Handball-Oberliga Hamburg/Schleswig-Holstein 2014/15 wurde unter dem Dach der Handballverbände Hamburg und Schleswig-Holstein organisiert. Sie ist die höchste Spielklasse des Verbundes und wird hinter der 3. Liga als vierthöchste Spielklasse im deutschen Ligensystem eingestuft.

## Saisonverlauf
Die Handball-Oberliga Hamburg – Schleswig-Holstein 2014/15 war die fünfte Ausspielung der Handball-Ligasaison.

### Modus
Es wurde eine Hin- und Rückrunde gespielt. Nach Abschluss der daraus resultierenden Spieltage stieg der Meister in die 3. Liga auf, während die letzten drei Mannschaften in die Ligen der Landesverbände absteigen mussten. Der Modus war für Männer und Frauen gleich.

## Teilnehmer
Nicht mehr dabei waren die Auf- und Absteiger der Vorsaison. Neu hinzukamen die Absteiger (A) der 3. Liga und Aufsteiger (N) aus den Verbandsligen.

### Abschlussplatzierungen

Handballverband Hamburg (HHV)

Handballverband Schleswig-Holstein

| Männer  1. DHK Flensborg - 2. HSV Hamburg II - 3. SG WIFT Neumünster - 4. TSV Ellerbek - 5. Preetzer TSV - 6. TSV Hürup - 7. SG Hamburg-Nord - 8. HG Hamburg-Barmbek (N) - 9. VfL Bad Schwartau II - 10 FC St. Pauli - 11 MTV Herzhorn (N)  12 HSG Eider Harde  13. TSV Mildstedt (N)  14 TV Fischbek (N) | Frauen  1. TSV Altenholz - 2. AMTV Hamburg - 3. TSV Jörl - 4. ATSV Stockelsdorf - 5. SG Todesfelde/Leezen (N) - 6. TSV Ellerbek - 7. TSV Wattenbek - 8. SG Oeversee-Jarplund-W. (N) - 9. SC Alstertal-Langenhorn - 10 THW Kiel - 11 FC St. Pauli (N)  12 Lauenburger SV  13 TuS Esingen (N)  14 Lübeck 1876 |

(A) = Absteiger aus der 3. Liga (N) = neu in der Liga (R) = Rückzug
  Meister und Aufsteiger zur 3. Liga 2015/16
 Meister (kein Aufsteiger)
- Für die Oberliga 2015/16 qualifiziert